# خوان رامون باريديس
خوان رامون باريديس (بالإسبانية: Juan Ramón Paredes) هو مدرب كرة قدم ولاعب كرة قدم سلفادوري، ولد في 23 مايو 1950 في سانتا تكلا في السلفادور. لعب مع C.D. Salvadoreño ‏.

## وصلات خارجية
- خوان رامون باريديس على موقع قاعدة بيانات كرة القدم.إي يو (الإنجليزية)
- خوان رامون باريديس على موقع Soccerway.com (الإنجليزية)